# Alcalde major
L'alcalde major o tinent de corregidor fou un càrrec originari de Castella amb funcions judicials i administratives, designat en els decrets de Nova Planta establerts per Felip V als Països Catalans. Foren establerts a la capital del corregiment i sovint també a d'altres viles o ciutats de la mateixa demarcació. Eren proposats per la Cambra de Castella i nomenats pel rei. Al Principat coincidien generalment amb les capitals de les vegueries o sotsvegueries suprimides, tant si havien esdevingut capital del corregiment com si no. A Barcelona, conformaven el cos civil del corregiment militar. Aquests lloctinents, molts d'ells catalans, eren lletrats habilitats com a advocats de la Reial Audiència i dels Reials Consells. Com els seus superiors, també ells eren jutges ordinaris de primera instància. A Barcelona, n'hi havia dos: un per a les causes civils (primera vara) i un altre per a les criminals (segona vara). La funció de l'alcalde major desaparegué amb l'organització judicial de l'Estat espanyol prevista a les corts de Cadis del 1812. Durant la segona meitat del segle xviii Barcelona tingué vint-i-quatre alcaldes majors (de primera i/o segona vara): onze de catalans i tretze de forans. Quatre més renunciaren al càrrec i no prengueren possessió.
A Aragó n'hi va haver: a Alcañiz, Calataiud, Cinco Villas, Daroca, Jaca, Osca, Saragossa (dos vares) i Terol.
A Catalunya: a Agramunt (Cervera), Balaguer, Barcelona (dos vares), Berga, Besalú (extingit al crear-se Figueres l'any 1802), Camprodon, Girona, Granollers, Igualada, Lleida, Manresa, Mataró, Montblanc, Puigcerdà, Tarragona, Tàrrega, Tortosa, Vic i Vilafranca del Penedès.
A Mallorca: a Palma.
Al País Valencià: a Alacant, Alzira, Castelló de la Plana, Morella, Oriola, València (dos vares), Xàtiva (San Felipe) i Xixona.

## Llista d'Alcaldes majors de Barcelona 1719-1834
Llista d'alcaldes Majors de Barcelona separats per la vara Civil o Criminal:

### Alcades Majors Civils
- Josep Francesc d'Alós i de Rius (1720-1728) (n. Barcelona)
- Baltasar Huguet (1729-1732)
- Diego Alba (1733-1736)
- Manuel Pastor de Sentís i Ferrer (1737-1750)[5]
- Manuel Delàs i Casanovas (1750-1758) (n. Girona)
- Jacint Tudó i Alemany (1758-1762) (n. Barcelona)
- Raimon d'Eva i Betlloc (1762-1767) (n. Girona)
- Ignasi Castells i de Casanova (1767-1773) (n. Tremp)
- Pedro Celestino Saravia (1773-1776) (n. Guadix)
- Fulgencio Antonio Molina (1776-1783) (n. Múrcia)
- Andrés de Ciria (1784-1788) (n. Ágreda, Sòria)
- Gaspar Jover i Terés (1788-1798) (n. Tàrrega)
- Josep Gaietà Garcini de Salamó (1799-1806) (n. Tortosa)
- Antoni Minoves i Servós (1806-1807) (n. Mont-ros)
- Mariano Villelas de Mola (1807-1808) (n. Alquézar)
- Armengol Dalmau i de Cubells (1814-1818) (n. La Seu d'Urgell)
- Emetrio López Blanco (1818-1820)
- Vicente Díez Ruesgas (1824-1831)
- Mateo Cortés y de Zalón (1831-1834)

### Alcaldes Majors Criminals
- Oleguer Ametller i Pessió (1719-1722) (n. Barcelona)
- Ambròs de Morenes i Mora (1722) (n.Tarragona)[6]
- Diego Alba (1722-1732)
- José Marmer y Mora (1733-1738)
- Manuel Delás i Casanovas (1738-1750) (n. Girona)
- Jacint Tudó i Alemany (1750-1758) (n. Barcelona)
- Raimon d'Eva i Betlloc (1758-1762) (n. Girona)
- Francisco Javier Chaves de Córdoba (1762-1767) (n. Granada)
- Miguel Gómez (1767)
- Bernardo Antonio Oscoz Larraínzar (1769-1773) (n. Ultzurrun, Navarra)
- José Moya (1773-1776) (n. Borja, Aragó)
- Pedro Agustín Mendieta y Murga (1776-1779) (n. Navarra)
- José Javier de la Gandara y Salazar (1780-1784)
- Pedro Celestino Saravia (1784-1787) (n. Guadix)
- Josep Bonaventura Miquel i Castellvaquer (1788-1798) (n. Viella)
- José Javier de la Gandara y Salazar (1798-1799) (n. Valladolid)
- Blas del Conde (1799-1806)
- Armengol Dalmau i de Cubells (1806-1808) (n. La Seu d'Urgell)
- Ramon Maresch i Colí (1811-1816)
- Francisco del Castillo Valero (1816-1820) (n. Barcelona)
- Lorenzo Collell (1824-1831)
- Pedro Pumarejo y Velarde (1831-1834)